# Tennistoernooi van Rome 1996
Het tennistoernooi van Rome van 1996 werd van 6 tot en met 19 mei 1996 gespeeld op de gravelbanen van het Foro Italico in de Italiaanse hoofdstad Rome. De officiële naam van het toernooi was Italian Open.
Het toernooi bestond uit twee delen:
- ATP-toernooi van Rome 1996, het toernooi voor de mannen, van 13 tot en met 19 mei
- WTA-toernooi van Rome 1996, het toernooi voor de vrouwen, van 6 tot en met 12 mei

ATP-toernooi van Rome – WTA-toernooi van Rome

1990 · 1991 · 1992 · 1993 · 1994 · 1995 · 1996 · 1997 · 1998 · 1999 · 2000 · 2001 · 2002 · 2003 · 2004 · 2005 · 2006 · 2007 · 2008 · 2009 · 2010 · 2011 · 2012 · 2013 · 2014 · 2015 · 2016 · 2017 · 2018 · 2019 · 2020 · 2021 · 2022 · 2023 · 2024